# 高瀬温泉

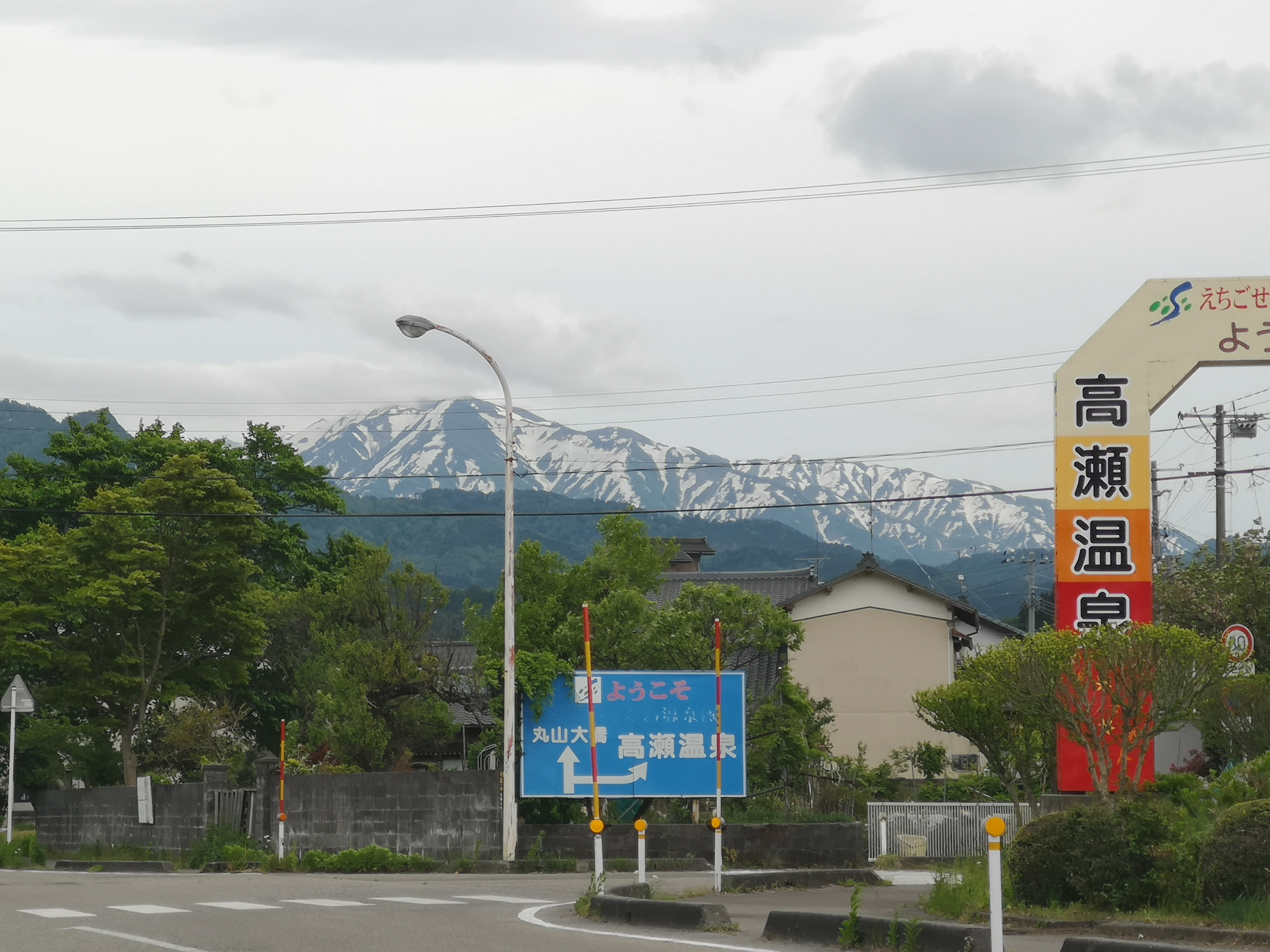
高瀬温泉の入口

高瀬温泉（たかせおんせん）は、新潟県岩船郡関川村、荒川沿いにある湯沢、雲母（きら）、鷹ノ巣、桂の関と併せてえちごせきかわ温泉郷を構成している。

## 泉質
- 1号井
  - ナトリウム-塩化物・硫酸塩泉（低張性中性高温泉）[3]
  - 源泉温度は65.9度[3]
- 2号井
  - ナトリウム-塩化物・硫酸塩泉（低張性弱アルカリ性高温泉）[3]
  - 源泉温度は71.2度[3]

## 温泉地
荒川右岸の河畔に位置する（川を挟んで左岸側に雲母温泉がある）。同温泉郷の中枢で、10数軒の温泉旅館、飲食店なども立地する最も規模の大きい温泉地であり、温泉郷の中心地となっている。

## 伝説
- 高瀬温泉には、鷹が温泉を導いたという伝説がある。

## 歴史
- ⼀本堂藥選(1738)[5]に雲母の湯が記載されており、越後名寄(1756) [6]にも「荒川ノ河原ニ在故洪水ノ時ニハ不能浴」と紹介されている。
- 天明八年(1788) [7]「久保多町吉祥院 明日雲母へ入湯仕候由」とあり、山伏者が湯治に行った。寛政九年(1797) [8]「年寄太兵衛雲母へ入湯にて留守」。文政二年(1817) [9]「一 妙法寺 雲母へ入湯之届書」。文政五年(1822) [9]「上町年寄嘉兵衛 雲母ニ湯治仕度 廿日許御暇願上ル」と湯治に20日行く願を出している。文政六年(1823) [9]「大年寄林善右衛門 雲母へ湯治仕度 御暇願差上ル」。このように村上藩では、武士や山伏が雲母の湯へ湯治に行っていた。
- 元来はここが雲母温泉であったが、1823-1902年の間に、鷹が温泉を導いたという伝説から、高瀬温泉と呼ばれるようになったという。
- 吉田[10]は湯澤の項目で、高瀬湯は温百五十度(65.6℃)と記録している。

- 1967年（昭和42年）8月の羽越大水害では甚大な被害を受けた[11]。
- 2022年8月の豪雨では床上浸水の被害を受けた[12]。

## アクセス
- JR米坂線・越後下関駅 下車。

関川村エリアのバス路線図（高速バスを除く）。大半の便は土休日運休となる。時刻表は新潟交通観光バス：下関エリアを参照。

- 高速バスZao号「下関」バス停（新潟交通観光バス下関営業所前。越後下関駅前交差点脇）下車。
- 駅および下関営業所からは以下の手段が利用可能。
  - レンタサイクル：駅から徒歩約5分の自転車店と温泉街において「湯～チャリ」の貸出しが行われており、乗り捨て利用も可能[13][14]。
  - 高瀬温泉まで：新潟交通観光バスの路線バス利用（平日のみ運行、本数僅か）
- 日本海東北自動車道 荒川胎内ICから国道113号経由で約16 km、約20分